# Новохопјорск
Новохопјорск (рус. Новохопёрск) град је у Русији у Вороњешкој области.

## Становништво
| 1939. | 1959. | 1970. | 1979. | 1989. | 2002. | 2010. |
| ----- | ----- | ----- | ----- | ----- | ----- | ----- |
| 8.500 | 8.900 | 8.719 | 8.757 | 8.048 | 7.640 | 6.849 |